# Glaucocroíta
La glaucocroíta es un mineral de la clase de los nesosilicatos, y dentro de esta pertenece al llamado “grupo del olivino”. Fue descubierta en minas de Franklin, en Nueva Jersey (Estados Unidos), nombrado en 1899 por S. L. Penfield y C. H. Warren del griego γλαυκός (verde-azul) y χρώσις (coloración), en alusión a su color. Un sinónimo poco usado es calcotefroíta.

## Características químicas
Es un silicato anhidro de calcio y manganeso, del tipo nesosilicato, que cristaliza en el sistema cristalino ortorrómbico, isoestructural con la fayalita y la forsterita. Además de los elementos de su fórmula, suele llevar como impurezas: hierro, zinc, plomo y magnesio.

## Formación y yacimientos
Se ha encontrado como material masivo en yacimientos de minerales del zinc en estratos metamorfizados en Franklin (Nueva Jersey), en skarn en la zona de contacto entre diabasa y mármol en Siberia (Rusia), en depósitos de minerales del manganeso en rocas silicatos-cálcicos en Sudáfrica y Namibia.
Suele encontrarse asociado a otros minerales como: nasonita, willemita, andradita, hardystonita, tefroíta, clinoedrita, esperita, leucofenicita, hodgkinsonita, diópsido, cuspidina, calcita, franklinita o cincita.